# Riumors
Riumors település Spanyolországban, Girona tartományban. Riumors Castelló d’Empúries, Vilamacolum, Torroella de Fluvià, Siurana és Fortià községekkel határos. Lakosainak száma 262 fő (2024).

## Népesség
A település népessége az elmúlt években az alábbi módon változott:
| Lakosok száma | 52   | 373  | 387  | 297  | 203  | 163  | 233  | 244  | 258  | 262  |
|               | 1717 | 1887 | 1936 | 1960 | 1986 | 2004 | 2009 | 2014 | 2019 | 2024 |